# Nycteola columbiana
Nycteola columbiana is een vlinder uit de familie van de visstaartjes (Nolidae). De wetenschappelijke naam van de soort is voor het eerst geldig gepubliceerd in 1874 door H. Edwards.